# Derdák Attila
Derdák Attila (Szombathely, 1969. február 4. –) labdarúgó, kapus. Az első NB I-es mérkőzése 1988. december 3-án volt Békéscsabai Előre Spartacus SC - Haladás VSE 2-1.

## Pályafutása
- 1988-1994 Haladás VFC
- 1994-1995 Körmend FC
- 1995-1996 Tiszakécske FC
- 1996-1997 Békéscsabai Előre FC

NB I
- játszott meccsek: 39
- rúgott gólok: -

## Legjobb Eredményei
Magyar Kupa
- 1992/1993 2. helyezés (Haladás VFC)

NB I
- 1988/1989 13. helyezés (Haladás VSE)
- 1991/1992 13. helyezés (Haladás VFC)

NB II
- 1992/1993 1. helyezés (Haladás VFC)
- 1994/1995 1. helyezés (Haladás VFC)

NB III
- 1994/1995 10. helyezés (Körmend FC)